# Dějiny Etiopie

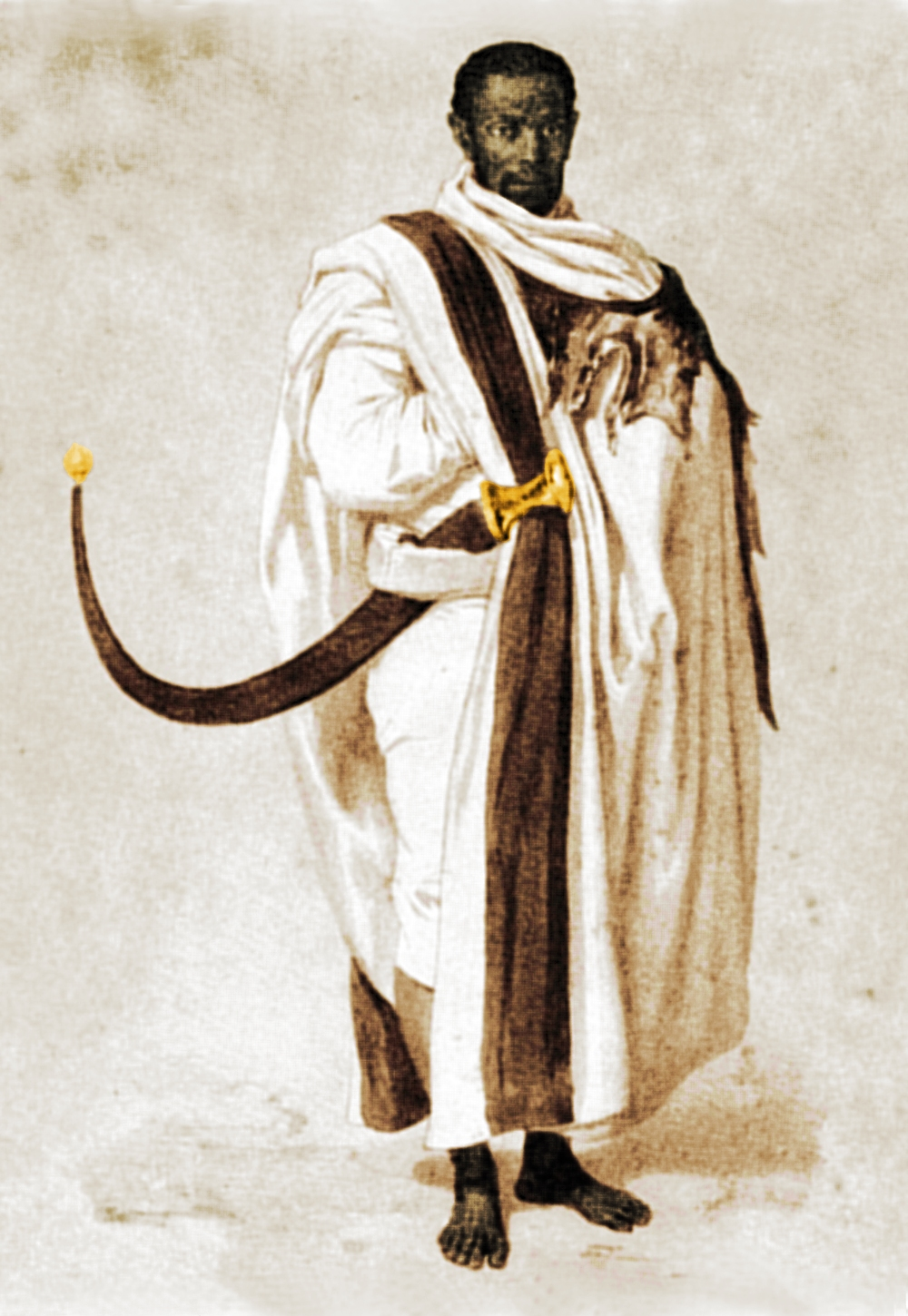
Etiopský šlechtic, polovina 19. století

Dějiny Etiopie představují dějiny jednoho z nejdéle lidmi osídlených území na světě. Pocházejí odsud jedny z nejstarších nálezů lidských předků, zachovaly se i důkazy lidské činnosti od paleolitu po neolit. Ve starověku zde vzniklo vlivem Egypta a říše Kuš několik států, z nichž většina není dobře zdokumentována pro nedostatek nalezených pozůstatků. Prvním lépe doloženým státem je aksumská říše, existující pravděpodobně někdy od 3. století př. n. l. Kolem roku 325 přijali aksumští vládci křesťanství. V zemi podle legendy vládli Šalomounovci, kteří v Etiopii udrželi přímou dědickou linii, s výjimkou období dynastie Zagwe a italské okupace, až do roku 1974, kdy byla dynastie svržena a namísto ní nastolena republika. Spolu s úpadkem obchodu a expanzí islámu začala aksumská říše upadat, dokud nebyla nahrazena dynastií Zagwe někdy kolem roku 1150. O více než sto let později se příslušníci tohoto rodu vzdali vlády ve prospěch rodu Šalomounovců. V následujících staletích se zintenzivňovaly srážky s islámskými státy, především sultanátem Adal. Od roku 1541 úspěšně pomáhali v boji proti islámu Etiopii Portugalci. Protože se však v zemi snažili prosadit katolickou víru, byli cizí misionáři v první polovině 17. století vyhnáni. Následoval postupný úpadek centrální moci, jenž vyvrcholil v letech 1784 až 1855 v období vlády feudálních šlechticů zvané Zemene Mes'afint, neboli doba princů.
Počátky moderního etiopského státu položil Tewedros II., který se pokusil od roku 1855 společnost zmodernizovat, nenalezl však silnou podporu ani doma, ani u evropských mocností. Jeho nástupce Yohannes IV. se aktivně věnoval soupeření s koloniální expanzí evropských mocností, účastnil se také bojů proti súdánským mahdistům. Rozsáhlých úspěchů dosáhla Etiopie za vlády Menelika II. Nedošlo jen k dalším modernizačním opatřením, podařila se i rozsáhlá expanze na jih a na jihovýchod. Zisky z nových území umožnily s lepším vybavením porazit na Etiopii útočící italskou armádu v bitvě u Adwy roku 1896. Za první světové války se dostal k moci nejdříve jako regent a posléze jako císař Haile Selassie I. Tento panovník se snažil taktéž pokračovat ve společenských a sociálních reformách. Jeho vládu předčasně ukončila etiopsko-italská válka a následné obsazení Etiopie Itálií roku 1936. Již o pět let později zaútočila během druhé světové války na tato italská koloniální území spojená etiopsko-britská armáda a Haile Selassieho se podařilo dosadit zpět na císařský trůn. Snahy o centralizaci a neochota k dalším a hlubším reformám vytvářely v poválečné Etiopii sociální pnutí, které vyústilo roku 1974 v puč, jímž byla nastolena v Etiopii komunistická diktatura dergu (derg znamená v překladu „rada“) pod vedením Mengistu Haile Mariama. Ta zde vydržela až do roku 1991, než jí svrhlo několik spojených odbojových organizací. V současnosti je země pod autokratickou vládou Etiopské lidové revoluční demokratické fronty, ministerským předsedou a faktickým vládcem země je Meles Zenawi.

## Nejstarší období

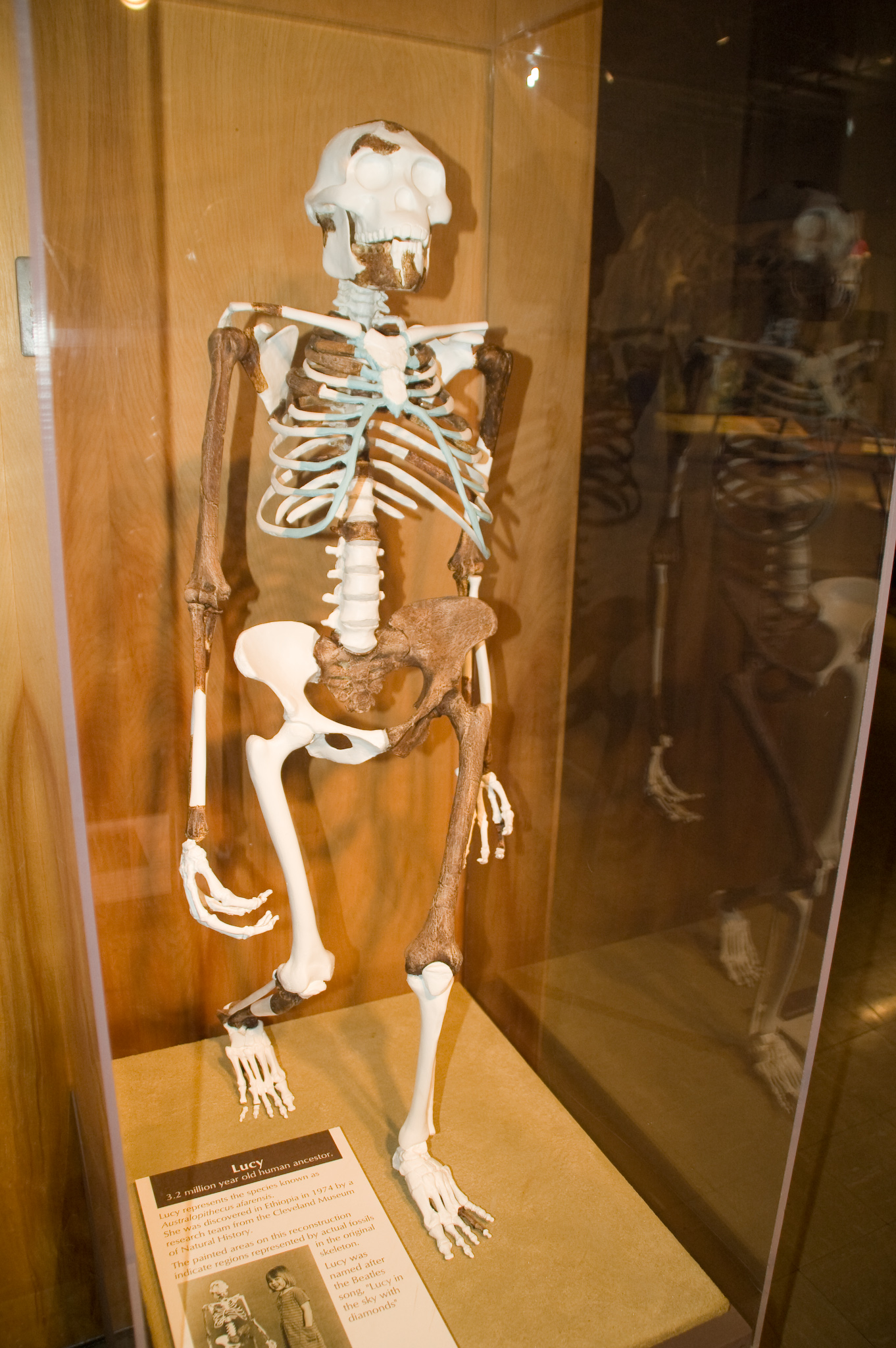
Rekonstruovaná kostra Lucy

Lidské osídlení v Etiopii je jedno z nejstarších na světě. Přítomnost lidských předků zde lze sledovat již od přelomu miocénu a pliocénu, kdy v oblasti středního toku řeky Awaš žili zástupci rodu Ardipithecus. Reprezentuje je především velmi dobře dochovaná kostra samice, pojmenovaná svými nálezci Ardi (stáří 4,4 miliony let). V Afarské pánvi byly dále objeveny početné kosterní pozůstatky druhu Australopithecus afarensis, staré přibližně 3 - 3,8 milionu let. Nejznámější je téměř z poloviny dochovaná kostra samice, pojmenovaná Lucy. K dalším významným zástupcům patří i kostra samce Kadanuumuu a zhruba tříletého mláděte Selam.
Z Etiopie pochází i nejstarší známé výrobky, nejjednodušší kamenné nástroje, staré asi 2,5 milionu let. Nalezeny byly i četné další nástroje pocházející z období od nejstaršího paleolitu až po neolit, tedy důkazy lidské činnosti zhruba z let 1 000 000 př. n. l. až po 4000 př. n. l. Název zdejší kultury je odvozen od druhého jména Lucy, Din'ineš (v překladu Jsi nádherná). Zdejší obyvatelé později přejímali četné podněty ze sousední říše Meroe a stejně tak i například z Egypta či z dalších civilizací Úrodného půlměsíce, později také Řecka a Říma.
Etiopský stát se postupně utvářel pod vlivem kušitských států a také působením semitského etnika, které sem přišlo v posledním tisíciletí před naším letopočtem. Etnicky se obyvatelé Etiopie vyvinuli smíšením semitských a kušitských národů. Z tohoto míšení vznikl i jazyk ge'ez, užívaný v Etiopii po několik staletí. Množství událostí máme doloženo jen z legend. Nejvýznamnější z nich je mýtus o královně ze Sáby, která ve spojení s jeruzalémským vládcem Šalomounem zplodila syna Menelika, jenž se stal zakladatelem Šalomounské dynastie. Ta údajně vládla v Etiopii od roku 982 př. n. l. s určitými přestávkami až do roku 1974, kdy byla monarchie svržena. Dokladem této legendy mohla být několik tisíc let trvající přítomnost židovské komunity na etiopském území, jejichž příslušníci jsou známi jako Felašové.
O prvních etiopských státech nemáme příliš mnoho zpráv. Je doloženo, že sídlem jednoho z nich bylo město Yeha, dalším prokazatelně existujícím státem je D'mt. Popis oblasti dnešní Etiopie je poprvé věrohodně zaznamenán Periplem Erythrejského moře, následně se o ní zmiňuje také Kosmas Indikopleustés ve svém díle Christianike topografia (Křesťanská topografie). Etiopie bývá také ztotožňována se zemí Punt či s legendární zemí kněze Jana.

## Aksumská říše

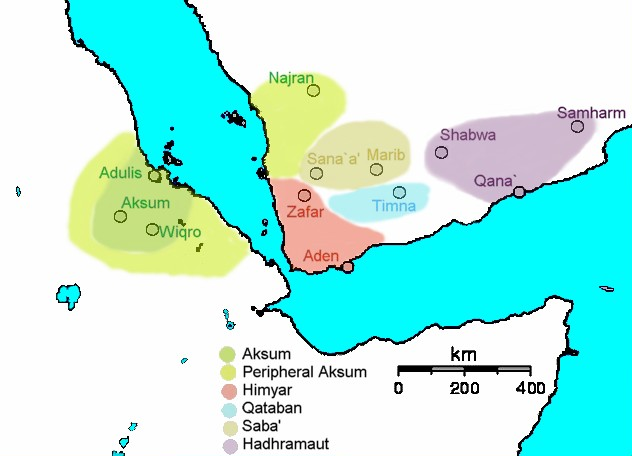
aksumská říše kolem roku 230

První lépe zdokumentovaný státní útvar zvaný aksumská říše vznikl přibližně ve 3. století př. n. l. Nerozkládal se pouze v Africe, kde zabíral území dnešního etiopského státu Tigraj, severní část Amhary a pravděpodobně i území zaniklé říše Meroe, ale také na Arabském poloostrově – zde byla pod aksumským vlivem dnešní severozápadní část jemenského pobřeží a částečně i vnitrozemí, vláda aksumských panovníků pravděpodobně sahala až k jihu dnešní Saúdské Arábie. Jednalo se nejspíše o společenství poplatných států, jemuž vládl z hlavního města Aksumu panovník s titulem niguse negest, král králů. Během rozkvětu státu se dařilo řemeslům a obchodu, kulturní a technickou vyspělost dosvědčují na mnoha místech vystavěné mohutné paláce, chrámy a dodnes zachované 30metrové zdobené stély. Docházelo již také k ražbě mincí. Zatímco pro normální chod státu se užíval jazyk ge'ez, pro obchodní potřeby přejímali tehdejší Etiopané řečtinu.
Díky obchodním stykům s Egyptem a Arábií se v zemi začalo šířit křesťanství. Tento proces vyvrcholil vládou krále Ezana, jenž nastoupil na trůn zhruba roku 325. Zásluhou svatého Frumentia přijal křesťanství, což vedlo k vytvoření samostatné etiopské církve, formálně pod svrchovaností alexandrijského patriarchy. V zemi se začalo také šířit mnišské hnutí a rozsáhlá misionářská aktivita, jejíž nejvýznamnější představitelé jsou známi jako devět svatých.
Zlatým věkem Aksúmu se stala vláda krále Kaleba, panujícího počátkem 6. století, který ve spojení s císařem Justinem vedl tažení proti sásánovské Persii. Značnou část jeho vlády však spíše vyplnily boje v arabské části říše s povstaleckým vůdcem Dunasem, který roznítil povstání za účelem svrhnutí aksumské nadvlády. Jakožto vyznavač judaismu se zasloužil o zničení mnoha křesťanských kostelů na arabské půdě. Kaleb byl nucen s ním opakovaně bojovat, dokud nedosáhl roku 522 konečného vítězství. Traduje se, že se poté Kaleb vzdal vlády a odešel do kláštera. Později byl kanonizován a spolu s Frumentiem je uznáván za světce i katolickou církví.

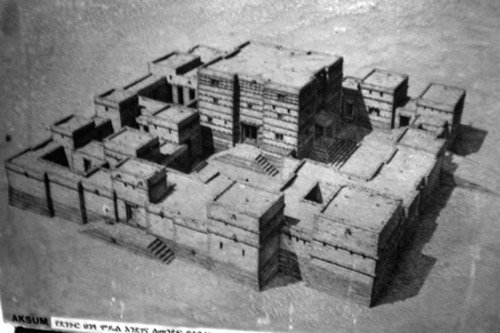
Rekonstrukce paláce v Aksumu

Roku 525 se však arabská část osamostatnila a aksumský vliv zde byl v druhé půli 6. století nahrazen nadvládou Persie. I v souvislosti se vznikem a expanzí islámu začal Aksúm postupně upadat, zejména díky ztrátě kontroly nad obchodem v oblasti. Na mnoha místech vzbouřené kmeny svrhávaly své vládce, peníze se přestaly používat a jejich místo opět nahradila směna. Etiopie se dostala do období izolace. Vrcholem úpadku 8. a 9. století se stalo vystoupení Yodit, královny židovských Felašů, proti ústřední moci a její následné převzetí vlády. Následovala série perzekucí proti křesťanům a cílená likvidace kostelů, zatímco se právoplatný vládce Anbesa Widim ukryl v horách u svých příbuzných. Po Yoditině smrti se sice opět dostal k moci a došlo k obnovení postavení křesťanství, ale silné postavení Etiopie bylo již dávno ztraceno. Úpadek státu dokonalo zhruba kolem roku 1150 svrhnutí Šalomounovců, jeho nahrazení dynastií Zagwe a přenesení sídla z Aksumu do Rohy, zvané později Lalibela.

## Počátky feudální Etiopie

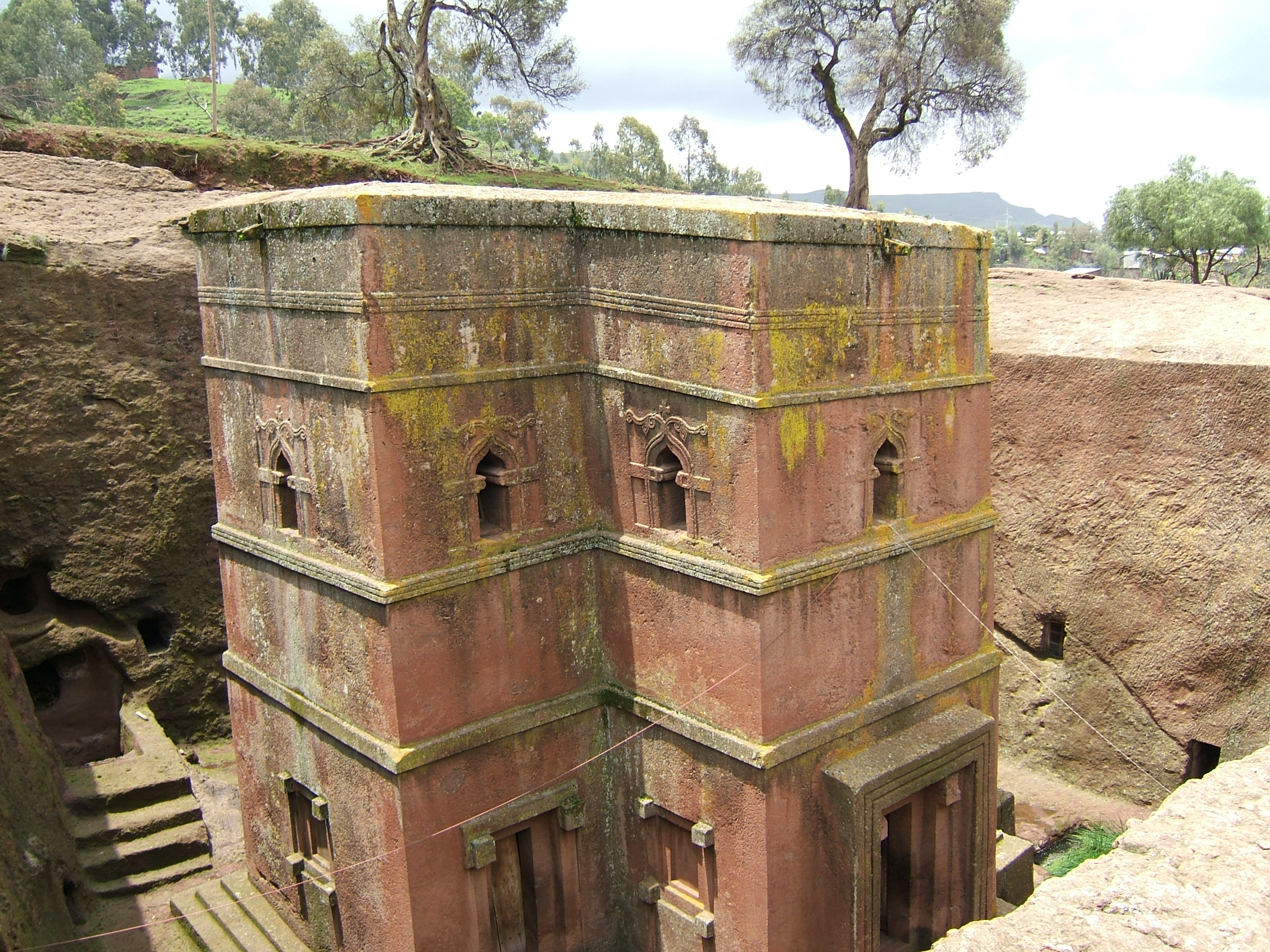
Chrám svatého Jiří, vystavěný na popud krále Lalibela

Za vlády dynastie Zagwe se Etiopie, svíraná z mnoha stran muslimskými státy, takřka úplně izolovala od světa. Styk se světem se omezil na poutě do Jeruzaléma a příchody před islámem prchajících východních křesťanů, zejména Koptů z Egypta. Mocenský posun se vedle dynastie projevil i ve vládnoucím etniku – namísto původních Aksumitů se dostávali k moci příslušníci kmene Agewů, spřízněných s dynastií. Výrazněji jednota státu ohrožena nebyla, protože tento kmen byl silně smíšen s Aksumity, oficiálním jazykem státu také nadále zůstal ge'ez. Vzhledem ke stoupajícímu ohrožení islámem se etiopské křesťanství více přiblížilo k původním starozákonním tradicím a odlišilo se tak od ostatních východních, převážně monofyzitských církví. Přes tuto izolovanost dosáhla etiopská skalní chrámová architektura v éře dynastie Zagwe největšího rozmachu. To se týkalo zejména okolí hlavního města Rohy. Největší množství chrámů bylo vytvořeno za vlády Lalibely, právě jehož jméno přejala později Roha. Konec dynastie je zaznamenán v legendách. Podle nich svatý Tekle Haymanot přesvědčil zagewského vládce, aby předal moc nazpět dynastii Šalomounovců. K tomu skutečně došlo, pravděpodobně za vlády Yitbareka kolem roku 1270, avšak odstupujícímu rodu byla zaručena rozsáhlá autonomie a řada privilegií. Novým vládcem, s titulem císaře, se stal šalomounovský šlechtic jménem Tesfa Yesuse.
Po nástupu nové dynastie došlo k upevnění státu jak navenek, tak zevnitř. Předně se upevnila feudální forma státu. Vládce již nevyžadoval pouze poplatky, ale udržoval si nad místními vládci určitý vliv. Výměnou za jejich služby jim uděloval v držení půdu, což vedlo ke vzniku vlivné pozemkové aristokracie. Na rozdíl od období aksumské říše se vládci více angažovali v bojích s muslimy. V těch byl zejména úspěšný císař Amda S'ion I., kterému se podařilo pokořit některé muslimské pobřežní státy a znovu částečně otevřít zemi obchodu. Zároveň došlo k rozsáhlému rozvoji literatury psanou v tehdejší době již mrtvým jazykem ge'ez, jež ovládali zejména duchovní. V pozdějších letech se dosud úspěšný postup proti muslimským státům zpomalil. Na vině byl vedle opakovaných suchých období i jednotnější postup muslimů, zejména vlivného sultanátu Adal. Poslední velká vítězství na válečném poli se odehrály za vlády císaře Zar'e Ya'k'oba v 15. století. Tento panovník se mimo jiné snažil posílit centralizaci říše reformou správního aparátu, omezením vlivu církve, sjednocením sekt a potíráním pohanství. Při svém úsilí často využíval násilné metody. Snažil se také znovu navázat kontakty se západními křesťanskými panovníky a papežem, což se mu v mnoha případech podařilo – na koncilu ve Florencii roku 1439 tak bylo vysláno i etiopské poselstvo. Po jeho smrti však nenastoupil žádný silný panovník, který by v jeho reformách pokračoval.

## Kontakty s Portugalci a úpadek císařské moci

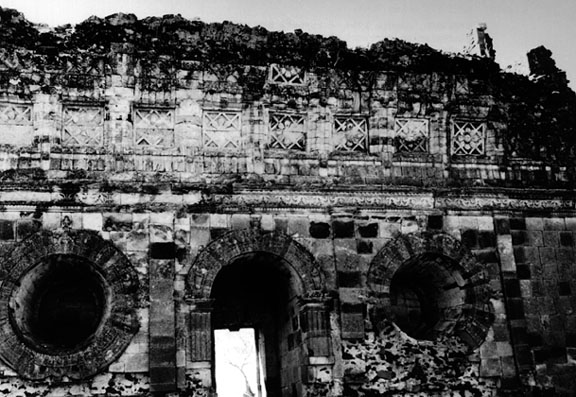
Pozůstatky portugalského kostela u jezera Tana

Moc Adalu dosáhla v první polovině 16. století takové úrovně, že ohrožovala samu existenci Etiopie. Adalský imám Ahmad ibn Ibráhím al-Gází (Ahmad Graňň) roku 1529 porazil etiopského císaře Dawita II. (Lebna Dengel či Lebne Dingil) a rychle ovládl jižní část země. Následovaly ničení křesťanských svatostánků, mučení křesťanů a nucené konverze k islámu. V zoufalé situaci požádal císař o moc Portugalce, kteří dorazili do země roku 1541 a po tažení do vnitrozemí byl al-Gází, přes osmanskou podporu, v bitvě u jezera Tana o dva roky později zabit. Úspěšnější útok proti muslimům však byl zmařen smrtí Dawitova nástupce Gelawdewa. Po několikaletých peripetiích a chaosu uvnitř říše se stal císařem Sers'e Degil, jenž, ačkoliv nastoupil ve věku třinácti let, úspěšně zklidnil vnitropolitickou situaci. Marně se však snažil zastavit postup Oromů, kočovných pastevců, kteří se ve velkém množství začali stěhovat z jižních oblastí do Etiopie. Země, oslabená po bojích s muslimy, se nedokázala nově příchozímu obyvatelstvu vzepřít. Příchod Oromů znamenal trvalou změnu etnického složení obyvatelstva, neznamenal však zkázu etiopského státu. Mnozí Oromové přijali od svých sousedů křesťanství (případně islám), usadili se a začali se věnovat zemědělství. Někteří z významnějších Oromů se poté domohli vysokých pozic v etiopské mocenské hierarchii.
Přítomnost Portugalců v zemi však znamenala ohrožení etiopské integrity. Kromě vojáků putovali do země i převážně jezuitští misionáři, kteří vytvářeli stále silnější tlak na císaře, aby přijali katolickou víru a zavedli do liturgie latinu. Někteří z císařů tomuto tlaku skutečně podlehli, například Ze Dingil či Susneyos. Rozhodnutí těchto císařů se setkala s odporem obyvatelstva – zatímco Ze Dingil padl za oběť občanské válce, Susneyos, vládnoucí v první polovině 17. století, raději svůj přestup ke katolictví odvolal a vzdal se trůnu ve prospěch svého syna Fasila. Nový vládce jezuity ze země vyhnal a za něho a jeho syna Iyasua I. došlo k opětovnému upevnění Etiopie. Zároveň vzniklo roku 1636 nové hlavní město Gonder. Po smrti Iyasua začala císařská moc stále více upadat ve prospěch pozemkové šlechty a vliv na dění ve státu se přesunul na císařovy pobočníky. Po roce 1784 se císařská moc definitivně rozpadla, panovníci vládli pouze nominálně a v jednotlivých oblastech získali vládu zdejší aristokraté a příslušníci armády. Toto období je známo jako Zemene Mes'afint, doba princů. Vedle rozpadu státní správy, který trval až do roku 1855, se začala rozpadat i církev, rozmělněná do řady sekt, což nahrávalo dalšímu šíření islámu.

## Počátky moderního etiopského státu

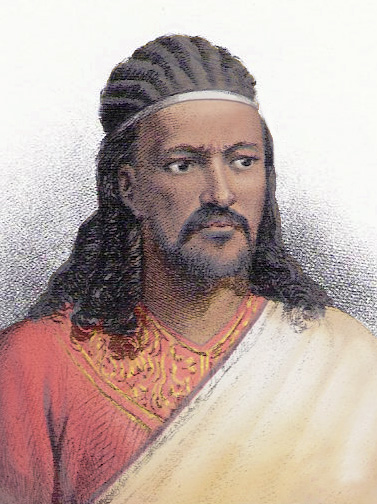
Tewodros II., obraz z doby kolem roku 1860

Roku 1853 porazil šlechtic Kasa Hailu v bitvě svého největšího konkurenta Aliho Alula, dosud nejvlivnějšího hodnostáře v zemi. Dva roky nato se mu podařilo získat pro sebe i císařskou korunu a jako Tewodros II. zahájil sjednocování značně decentralizovaného etiopského státu. Protože jeho snahy budily ozbrojený odpor, převážnou část své vlády strávil opakovanými boji s místními vládci, proti nimž postupoval často velmi krutě. Zároveň se snažil zemi vnitřně modernizovat, plánoval zrušení feudálního systému a jeho nahrazení volenými zástupci. Uvažoval i o zrušení otroctví, potíral polygamii a konkubinát, pokoušel se o pozvednutí infrastruktury stavbou mostů a silnic. Ve chvíli, kdy se mu podařilo stabilizovat vnitřní situaci, však vystoupili proti jeho vládě Osmané, snažící se ze Súdánu a Rudého moře získat Etiopii pod svou kontrolu. Tewodros se snažil zabránit osmanskému postupu jednáním s evropskými státy. Ta však neprobíhala příliš úspěšně, evropští panovníci nepovažovali etiopského vladaře za sobě rovného a zdráhali se navazovat s Etiopií bližší styky. Císař stále více upadal do frustrace a uchyloval se ke krutým excesům na nevinných lidech. Vrcholem tohoto diplomatického neúspěchu se stala britská vojenská expedice s cílem osvobození britských občanů, které Tewedros uvrhl do pevnosti Mekdala. Britské intervence využili četní feudálové, proti císaři se vzbouřili a britská vojska Mekdalu roku 1868 úspěšně dobyla. Tewodros volil před zajetím raději sebevraždu.
Významnější postavou se stal až Yohannis IV., který nastoupil na trůn roku 1871. V této době opět nastalo ohrožení z Egypta, jehož vládce Ismaíl Paša snažil získat etiopské území pro sebe. Yohannisovi se podařilo opakovaně proti egyptským vojskům zvítězit. Dalším egyptským pokusům o expanzi zabránilo nejdříve povstání egyptských důstojníků proti britské přítomnosti v Egyptě, posléze i vystoupení mahdistické armády proti egyptské nadvládě v Súdánu. Britové, dosud podporující Egypťany, změnili kurs a nabídli císaři obchodní a spojeneckou smlouvu. Yohannis jejich návrhy přijal a zasáhl proti mahdistickým vojskům. Záhy však svůj kurs obrátil, když Britové začali namísto Egypťanů podporovat v expanzi na etiopské území Italy. Tlakem okolností se Yohannis uchýlil k vyhlášení války i Itálii. Zasáhnout proti evropskému postupu do Etiopie již nestihl, zemřel během bojů s mahdisty roku 1889.

## Menelik II. a soupeření s evropským kolonialismem

Územní zisky Menelika II.:
Etiopské císařství před výboji
Etiopské císařství po uskutečnění výbojů

Ve zmatcích nastalých po Yohannisově smrti získal trůn Menelik II. Ten uznal italské zisky a podepsal s Italským královstvím v květnu 1889 ve Wichale mírovou smlouvu, jež dala vzniknout italskému koloniálnímu území, pro něž se vžil název Eritrea. Italové následně využili rozdílných verzí smlouvy (jednu v amharštině, druhou v italštině) a nárokovali si nad Etiopií vyhlásit protektorát. Protože císař v této době neměl dostatek prostředků, neodvážil se proti Italům vystoupit přímo a raději se snažil zaměřit na expanzi do vnitrozemí, což by mu přineslo dostatek financí na nákup nových zbraní. V následujících letech získávalo Etiopské císařství z dobytých území na jihu a jihovýchodě stále větší množství prostředků, což umožnilo císaři pomýšlet na novou válku s Itálií. Roku 1893 vypověděl smlouvu z Wichale, načež italská vláda po marných jednáních vyhlásila Etiopii válku. Přes několikatisícové ztráty se podařilo Menelikovi zvítězit roku 1896 v bitvě u Adwy. Kvůli hrozbě hladomoru v zemi a problémům se zásobováním však nedokázal pokračovat v úspěšném tažení, takže Italové nebyli vyhnáni úplně a podrželi si Eritreu. Na druhou stranu smlouvou o příměří z téhož roku byla zrušena smlouva z Wichale a Italské království Etiopii za suverénní stát. Vedle toho se Menelik snažil o vnitřní povznesení země. Roku 1897 vzniklo současné hlavní město Etiopie, Addis Abeba, jež měla být spojena železnicí s francouzskou kolonií Džibutskem. Kvůli komplikacím byla železnice dokončena až roku 1915. Císař také založil mincovnu a první etiopskou banku, stavěla se tržiště, mosty a silnice. Otevíraly se také první nemocnice. Etiopie nastoupila pozvolnou cestu modernizace.
Ani v dalších letech nebylo postavení Etiopie zcela jisté. Francie, Velká Británie a Itálie uzavřely roku 1907 takzvanou tripartitní smlouvu, v níž se dohodly na rozdělení sfér vlivu po Menelikově smrti. Tomuto dělení zabránil zejména fakt, že Menelik zemřel až prosinci 1913, kdy byly velmoci zaměstnány jinde. První světové válka jakémukoliv dělení Etiopie následně zabránila. Vláda jeho vnuka a nástupce Iyasua dostala zemi do kritické situace. Mladý císař se snažil zaměřit na spolupráci s Ústředními mocnostmi a uvažoval o přijetí islámu, čímž si znepřátelil Dohodu. Když se pokusil odstranit guvernéra oblasti Harer, byl sesazen a na jeho místo dosazena císařovna Zewditu, Menelikova dcera. Namísto ní však vládl významný aristokrat Teferi Mekonin, který později nastoupil na etiopský trůn jako Haile Selassie I., aby kromě krátkého období vládl Etiopii až do roku 1974.

## Vláda Haile Selassieho

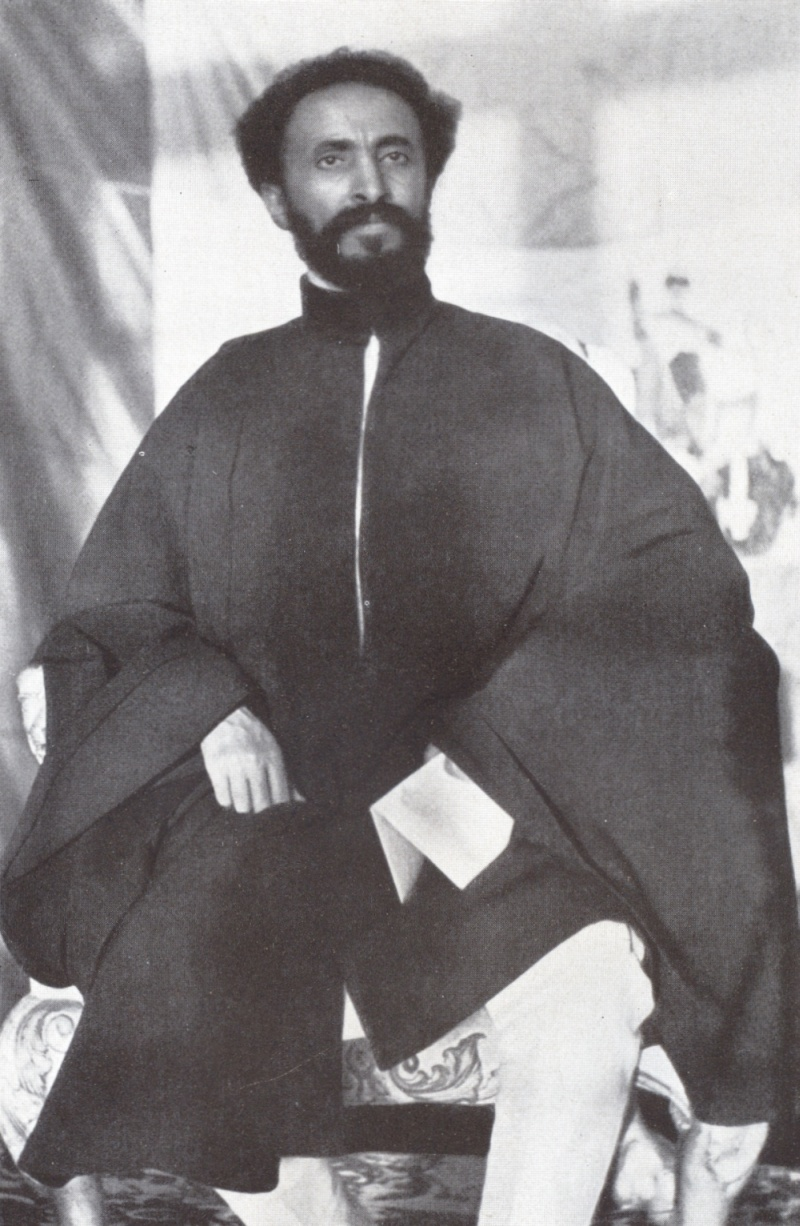
Císař Haile Selassie I. v únoru 1934

Regent zahájil v zemi rozsáhlé reformy – bylo zrušeno otroctví, v administrativě se namísto principu původu objevily snahy udělovat posty podle zásluh, taktéž bylo podporováno školství, reforma armády, kontakt se zahraničím a zapojení Etiopie do mezinárodního obchodu. Pro Teferiho bylo jedním z nejdůležitějších cílů centralizace státu při zachování feudálního řádu. K prosazení svých plánů byl ochoten oslabovat opozici za pomoci úplatků a zákulisních machinací. Proti těmto jeho snahám se postavila císařovna Zewditu a její manžel, ras Gugsa, rozpoutal ozbrojené povstání. Zásah proti Teferimu podporovali Britové a Italové, snažící se oslabit vnitropolitickou situaci v zemi. V dané situaci zasáhla Francie a vyslala Teferimu na pomoc vojenský sbor, s jehož pomocí se podařilo povstání ke konci března 1930 zdolat. Tři dny nato, 2. dubna 1930 císařovna Zewditu za záhadných okolností zemřela a 3. dubna byl Teferi korunován jako Haile Selassie I. novým císařem. V prvních letech své vlády zkoncipoval první etiopskou ústavu. Ta byla zamýšlena jako nástroj k oslabení postavení šlechtických vrstev. Parlament i administrativa byly koncipovány tak, aby významné pozice ve státě mohly připadnout císařovi oddaným šlechticům, případně jím jmenovaným úředníkům.
Velké nebezpečí hrozilo Etiopii zejména ze strany Itálie. Fašistický režim Benita Mussoliniho prosazoval v oblasti Afrického rohu expanzivní politiku s cílem vytvořit italské zámořské impérium. Tyto snahy podporovala Británie za předpokladu, že jí bude umožněno získat v části etiopského území vliv. Vítanou záminku představovaly spory o vytyčení hranic mezi Etiopií a italskými koloniemi, Eritreou a Somálskem. Když se v listopadu 1934 britsko-etiopská komise vydala podél etiopsko-somálských hranic, aby byl tento problém definitivně vyřešen, spustily italské jednotky na etiopský ozbrojený doprovod této komise palbu, což dalo příčinu k eskalaci konfliktu. Protože Společnost národů na návrh Velké Británie a Francie rozhodla o uvalení zbrojního embarga na Itálii i Etiopii, přišel etiopský stát o jakoukoliv možnost získat potřebné vojenské vybavení, zatímco Itálii zásoboval její vlastní zbrojní průmysl. Přes další pokusy o jednání 3. října 1935 italská vojska napadla Etiopii. K rozhodující bitvě došlo 31. března 1936 u Mai Chew, kde byla etiopská armáda na hlavu poražena. Záhy nato uprchl Haile Selassie do exilu. Zatímco Italové vytvořili na dobytém území administrativní celek Italská východní Afrika a postupně zde proti nim vznikalo silné partyzánské hnutí, uchýlil se císař do Velké Británie. Odtud marně vyzýval státy k neuznání italské anexe. Šance se naskytla až se vstupem Itálie do války po boku Německa roku 1940. Roku 1941 uznala Velká Británie nároky Haile Selassieho, který se mezitím přesunul do súdánského Chartúmu, aby odtud řídil spolupráci etiopských povstalců s britskou armádou. Po obsazení Italského Somálska postupovala od jihu i od severu britská vojska za asistence Etiopanů na etiopské území a 6. dubna 1941 byla osvobozena Addis Abeba. Italská nadvláda v Etiopii tak skončila.

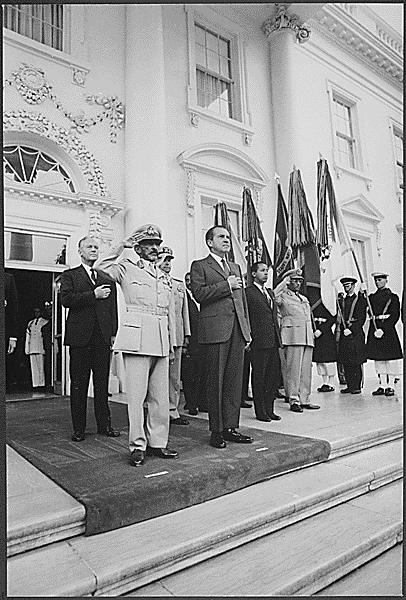
Císař Haile Selassie na státní návštěvě USA s prezidentem Richardem Nixonem v roce 1969

Britové neodešli. Naopak, utvořili v zemi vojenskou správu a jakákoliv rozhodnutí etiopské vlády měla být předkládána britské reprezentaci ke schválení. Přes omezení suverenity znamenala britská správa zejména novou administrativní reformu. Haile Selassie se snažil této nevítané britské přítomnosti v zemi čelit spoluprací se Spojenými státy, od nichž v budoucnu dostával rozsáhlou materiální pomoc. V roce 1955 se Britové z Etiopie konečně stáhli. Záhy poté se v rámci centralizačních opatření podařilo císaři dotáhnout do konce reformu armády. Byla také utvořena nová ústava, jež zaručovala silnější pozici císaři, reorganizoval se výběr daní, byly specifikovány funkce ministerstev a reorganizovala se také etiopská církev, jejíž hlava byla nyní volena etiopskými biskupy. Přestože ústava obsahovala i právo na osobní svobodu, shromažďování a projevu, tyto články se v praxi prakticky nedodržovaly. Na druhou stranu se výrazným úspěchem stalo připojení Eritreje a tím i získání přístupu k mořskému pobřeží.
Císař si tedy nadále počínal značně autokraticky – nepředpokládal, že by etiopská společnost byla připravena na další reformy, a proto další změny odkládal a omezoval. To vedlo v prosinci 1960 k zorganizování puče, do jehož organizace se zapojil i korunní princ Asfa Wosen. Armáda v Addis Abebě však odepřela povstalcům podporu a převrat tak ztroskotal. Císař reagoval propouštěním mnoha prominentů v armádě i administrativě, na nová místa nastoupili mladí lidé, představitelé pomalu se tvořící etiopské inteligence. Znovu proběhly pokusy o reformy, zejména v případě držení půdy, ale na mnoha místech byla opozice proti nim tak silná, že byly znovu odvolány. Feudální systém státu byl nadále zachován a sociální problémy se nevyřešily. Proti císaři tak rostla široká opozice. Vědom si faktu, že ve vnitřní politice příliš neuspěl, zaměřil se císař na politiku zahraniční a angažoval se v několika mezinárodních organizacích či při řešení mezinárodních sporů a konfliktů.

## Derg

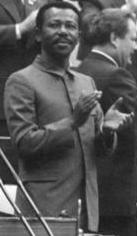
Diktátor a vůdce dergu Mengistu Haile Mariam

Od roku 1960 trvala v zemi značně napjatá situace. Na jedné straně rostl odpor vůči autokratickému a centrálně řízenému režimu, na druhé straně vyvíjely na císaře stále značný tlak zejména pozemkoví magnáti a církev, které se jakýmkoliv změnám ve společnosti usilovně bránily. Situace se na počátku 70. let s rozsáhlým hladomorem, který strádající společnost ještě více radikalizoval. 12. září 1974 došlo k vojenskému převratu a císař byl úspěšně svržen. O několik měsíců později zemřel za záhadných okolností v domácím vězení. Moc převzala Prozatímní vojenská rada, známá jako derg, v níž si stále dominantnější postavení získával důstojník jménem Mengistu Haile Mariam. Došlo k popravám významných osob minulého režimu, postátnění bank, podniky, byla vyhlášena nová pozemková reforma, zrušeny šlechtické tituly. Etiopie se postupně začala klonit ke komunismu, později také nechyběly popravy významných osob samotného dergu. Rozhodující osobností ve státě se po zlikvidování dalších aktérů původního puče stal po listopadu 1977 Mengistu jakožto předseda dergu.
Zatímco v Etiopii probíhaly mocenské zvraty, vládní špičky Somálska se rozhodly zaútočit na Etiopii a získat území Haud a Ogaden, jež byla osídlena somálským etnikem. V červenci 1977 Somálsko zaútočilo a podařilo se mu ovládnout velkou část etiopského území až po Dire Dawu a hranice s Keňou. V nastalé situaci do vývoje zasáhl Sovětský svaz, který dlouho poskytoval pomoc somálskému levicovému režimu pod vládou Muhammada Siada Barreho. Etiopie představovala pro východní blok výhodnějšího partnera pro své materiální zázemí a bližší orientaci tamějšího režimu ke komunistickým státům. Masivní sovětská a kubánská podpora změnila vývoj války ve prospěch Etiopie, která vytlačila somálské jednotky z okupovaných území, načež se Somálsko stáhlo a nadále pouze podporovalo somálské povstalce na etiopském území.

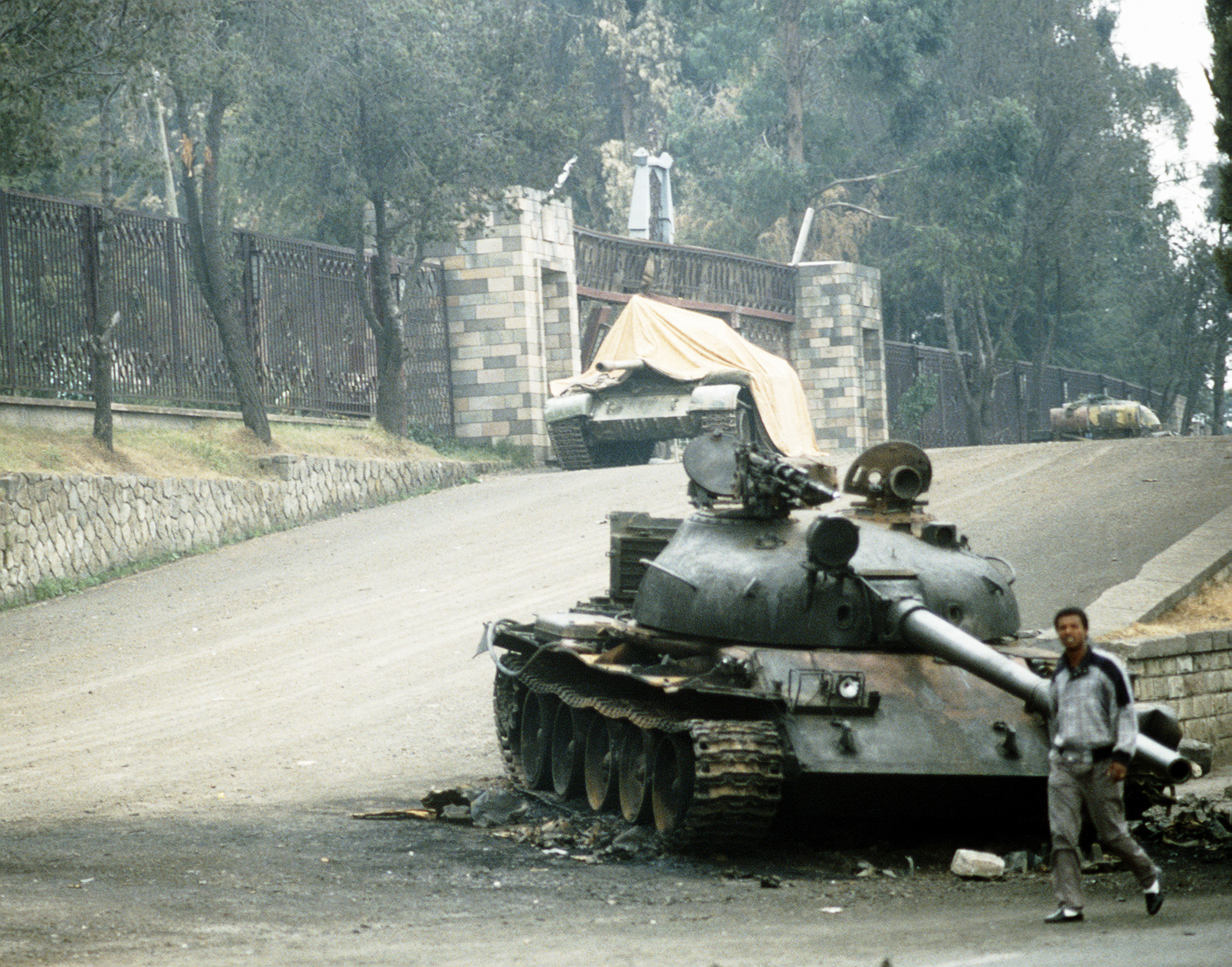
Tank T-62 poblíž prezidentského paláce během bitvy o hlavní město v roce 1991

V zemi se postupně utužoval komunistický režim, byly vytvářeny oblastní organizace, vytvořil se výbor zodpovědný za ustanovení marxisticko-leninského zřízení. Ten dal roku 1984 vzniknout Straně pracujících Etiopie. Po celou dobu držel otěže moci v rukou Mengistu. Důležitým faktorem, který ovlivňoval vývoj režimu, byly nepříznivé podnební podmínky, které několikrát vyústily v hladomory. Vláda nebyla schopná situaci zvládat a ekonomika země se během 80. let prakticky zhroutila. Situaci nepomohly ani násilné přesuny obyvatelstva ze severu na jih, jimž padlo za oběť podle odhadů mezinárodních organizací desetitisíce lidí.
V souvislosti s úpadkem Sovětského svazu ztrácel režim dergu politickou i materiální podporu. Pokusy o kosmetické změny, například vyhlášení Etiopské lidově demokratické republiky v roce 1987 nevedly k zlepšení situace, naopak v mnoha oblastech se úspěšně prosazovala etnická hnutí, zejména v Eritreji, kde stále větší podporu získávala Eritrejská lidově osvobozenecká fronta (EPLF). Ta spolupracovala na etiopském území s Etiopskou lidovou revoluční demokratickou frontou (EPRDF). K organizacím bojujícím proti vládě patřila řada dalších odbojových skupin, ať už organizovaných na politickém či etnickém základě. Odboj měl formu ozbrojených srážek, které se postupně stupňovaly. Vláda se ve stavu nejvyšší nouze pokusila s odbojovými vůdci vyjednávat, avšak mezitím již moc v Eritreji přešla do rukou EPLF a povstalecká vojska se přiblížila k hlavnímu městu. 21. května 1991 diktátor Mengistu uprchl ze země, komunistický režim padl.

## Současná Etiopie

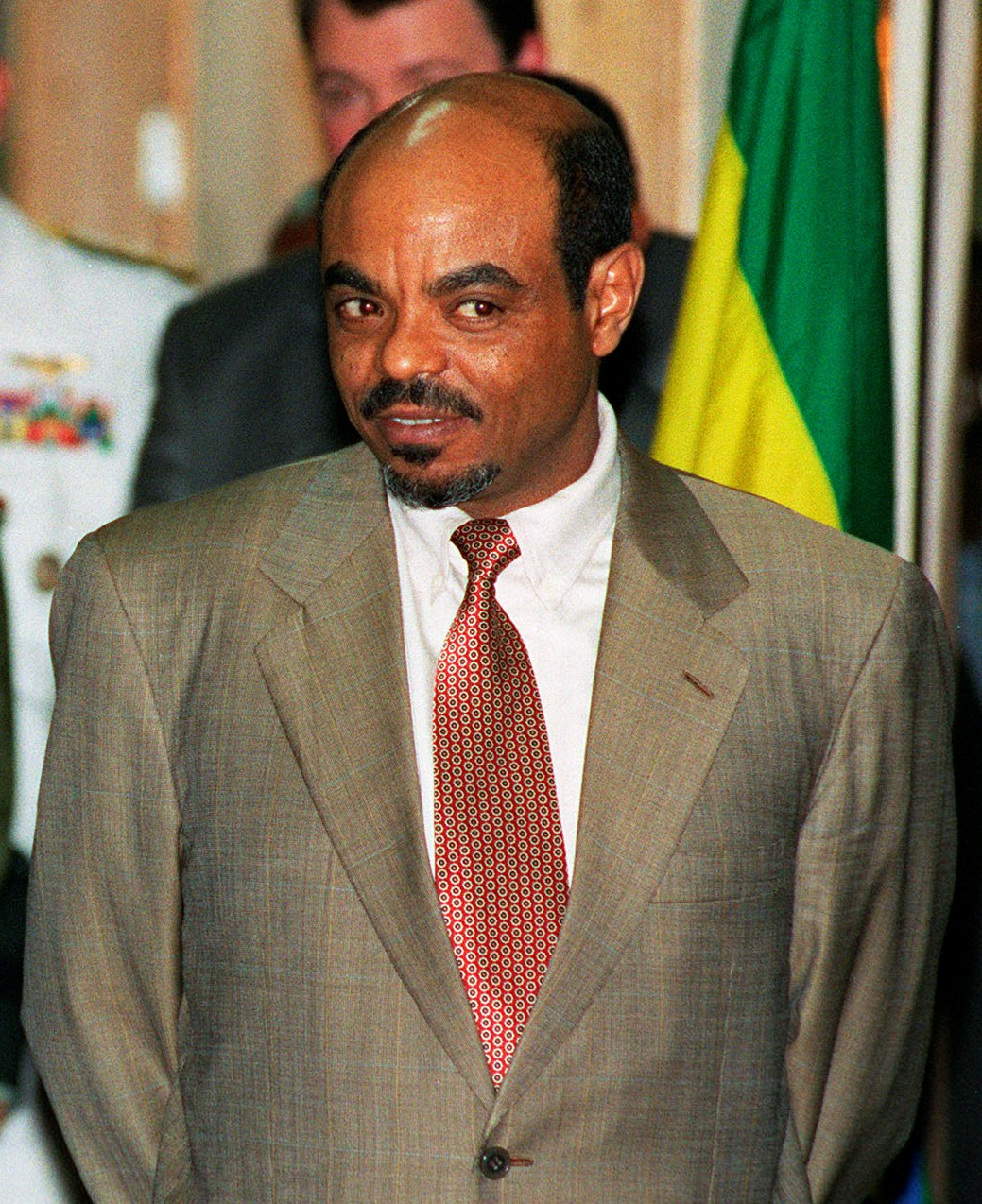
Mnoholetý etiopský premiér Meles Zenawi

V zájmu stabilizace poměrů začala EPRDF vyjednávat s dalšími povstaleckými skupinami, předně Oromskou osvobozeneckou frontou (OLF), čímž se podařilo zabránit rozpoutání občanské války. Na společné konferenci v červenci 1991, kde byla zastoupena většina etnik země a byli zde přítomni i zástupci obou nejvýznamnějších náboženství, bylo dosaženo dohody o vytvoření sekulárního federativního státu s rozsáhlou etnickou a oblastní samosprávou. Prozatímní hlavou státu se stal vůdce EPRDF Meles Zenawi. Přesto záhy vypukly vzájemné konflikty. Již o několik měsíců později se rozhořely boje s OLF, v Addis Abebě se takřka každý týden konaly demonstrace, probíhaly srážky také mezi různými etniky, často s náboženským podtextem. Přestože se podařilo uzavřít roku 1992 s OLF příměří, bojkotovala Oromská osvobozenecká fronta spolu s dalšími organizacemi dalšího roku volby. Volby s vysokou účastí přinesly vítězství EPRDF, která získala téměř 90% hlasů, načež opozice označila volby za zfalšované. Následujícího roku se na základě referenda odtrhla Eritrea, čímž Etiopie opět ztratila přístup k moři.

Nové květnové volby roku 1995 přinesly opět vítězství Melesi Zenawimu, který se stal premiérem. V srpnu téhož roku vstoupila v platnost ústava, čímž se Etiopie oficiálně stala federativní republikou rozdělenou na etnickém základě s možností každé oblasti na odtržení. Klidná vnitřní situace ale nadále dosažena nebyla. Vláda byla částečně právem obviňována z krutého zacházení s politickými vězni bývalého režimu, s opozicí, novináři a členy občanských hnutí. Etnické i náboženské spory se většinou řešily násilnými zákroky, proti vládě vystoupilo několik islámských organizací, například takzvaná Islámská unie zorganizovala několik teroristických činů v Addis Abebě a Dire Dawě. Od května 1998 vypukl ozbrojený konflikt s Eritrejí, který sice skončil v roce 2001, nicméně vzájemné spory zůstávají nevyřešeny. Válka tíživě dopadla na rozpočty obou států, v případě Etiopie podpořila represivní zákroky EPRDF proti opozici.
Volby roku 2000 přinesly opětovné vítězství vládnoucí straně, avšak následující z roku 2005 znamenaly notné posílení opozice. EPRDF ale opět v roce 2010 dokázala, často nevybíravými prostředky ovládnout vnitropolitickou situaci v zemi natolik, že ve volbách získala 91% hlasů. Zahraniční pozorovatelé Africké i Evropské unie hlásili, že v zemi neproběhly spravedlivé a svobodné volby. V Etiopii pokračují brutální zákroky proti demonstracím, mnoho osobností politického i kulturního života žádá v zahraničí o azyl. V zemi panují nadále silné etnické a náboženské spory, které často přerůstají do ozbrojených srážek s armádou. Korupce je v zemi velmi silně rozšířená a samotná etiopská vláda jí často užívá jako nástroj k politické kontrole. Nadále jsou napjaté vztahy s Eritrejí. V čele státu stál až do své smrti v roce 2012 Meles Zenawi. Současným prezidentem je Girma Wolde-Giorgis.